# Посольство Узбекистана в Польше

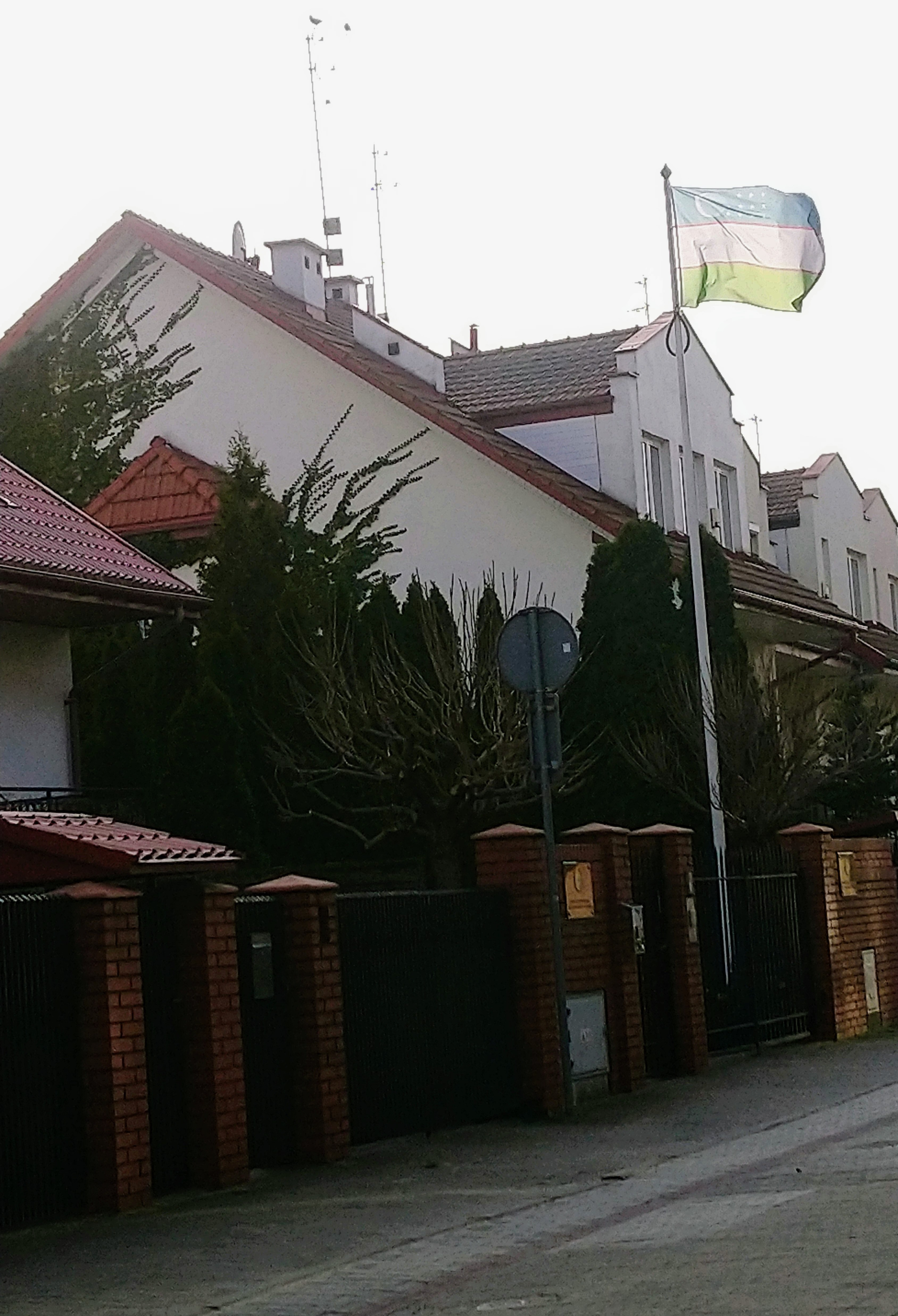
Посольство Республики Узбекистан в Варшаве

Посольство Республики Узбекистан в Польше (пол. Ambasada Uzbekistanu w Polsce, узб. O‘zbekistonning Polshadagi elchixonasi) — дипломатическое представительство Узбекистана, расположенное в Варшаве, Польша.
В консульский округ Посольства входит вся территория Польши и Румынии.
С 2019 года до 2023 года октября должность Чрезвычайного и Полномочного Посла занимал Бабаев Бахрам Джалалович — доктор философских наук, кадровый дипломат, выпускник Ташкентского государственного университета.
С 3 октября 2023 года должность Чрезвычайного и Полномочного Посла Республики Узбекистан в Республики Польша занимает — Агзамходжаев Амирсаид Саидазизович. В ноябре 2024 года Посольство Республики Узбекистана в Республике Польша было аккредитовано также в Румынии (с резиденцией в городе Варшава).

## История
Дипломатические отношения между Польшей и Узбекистаном были установлены 19 марта 1992 года. Посольство Узбекистана в Варшаве действует с 2003 года.